# Handelslehranstalt Leipzig

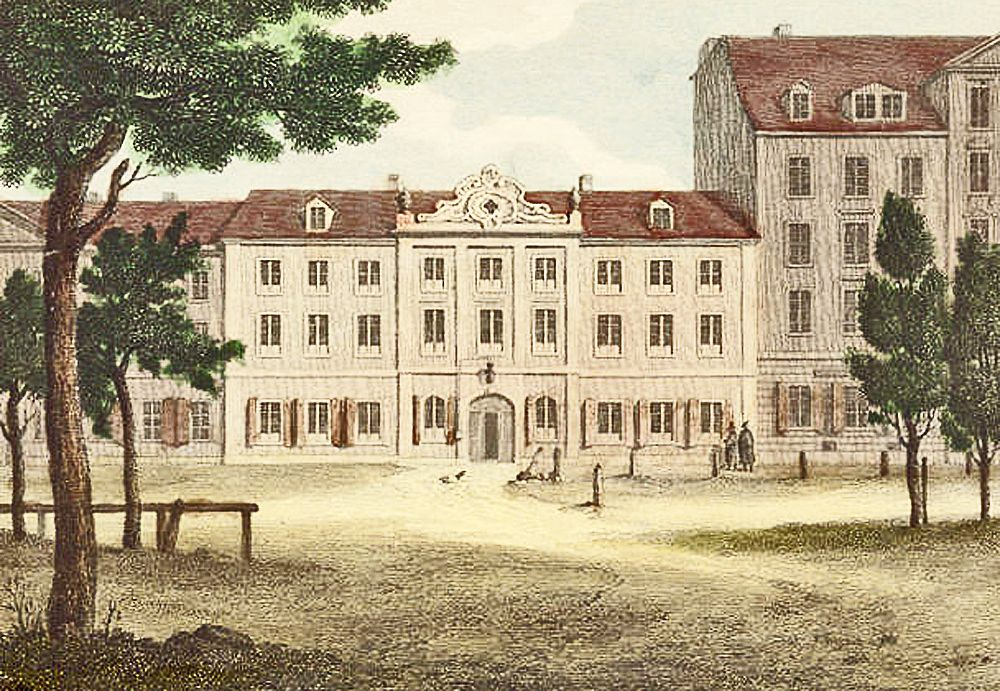
Handelslehranstalt Leipzig am Königsplatz (um 1840)

Die Handelslehranstalt Leipzig (vollständig: Öffentliche Handelslehranstalt zu Leipzig, abgekürzt: ÖHLA) war eine von 1831 bis 1950 bestehende Bildungseinrichtung auf dem Gebiet des Handels.

## Geschichte
Am 23. Januar 1831 nahm die von der Leipziger Kramerinnung gegründete Handelslehranstalt im Kramerhaus ihre Tätigkeit auf. Als ersten Direktor der Einrichtung benannte die Innung den aus Straßburg stammenden David August Schiebe (1779–1851), der dort bereits eine private Handelsschule betrieben hatte und der vom Heidelberger Professor Carl Joseph Anton Mittermaier (1787–1867) nach Leipzig empfohlen worden war.
Nach Schiebes Vorstellungen wurde die Schule in zwei Hauptabteilungen gegliedert:
- die Lehrlingsabteilung für in Betrieben in Ausbildung befindliche Lehrlinge mit einer dreijährigen Ausbildung und wöchentlich 8 bzw. 16 Stunden Unterricht, also etwa der heutigen Berufsschule entsprechend, und
- die Höhere Abteilung mit einer dreijährigen Ausbildung und 30 Stunden Unterricht pro Woche. Diese Ausbildung war für eine höhere betriebliche Laufbahn vorgesehen und könnte als Fachschule bezeichnet werden. Diese Ausbildung war beispielgebend für Deutschland und darüber hinaus.

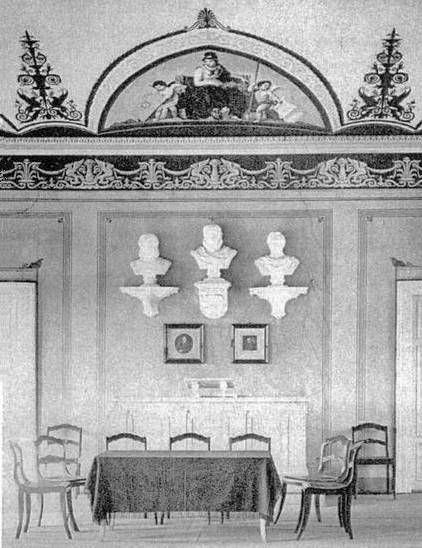
Im Prüfungssaal

Beide Abteilungen waren schulgeldpflichtig, die Höhere Abteilung mit jährlich 100 Talern bei dreijährigem Besuch und teurer bei kürzerem Besuch sowie 15 bis 20 Taler in der Lehrlingsabteilung. Die Ausbildung erfolgte ab dem 14. Lebensjahr nach einer bestandenen Aufnahmeprüfung. Am Schluss eines jeden Schuljahres fanden öffentliche Prüfungen statt.
Die schnell steigende Schülerzahl erforderte bald ein entsprechendes Gebäude. 1832 kaufte die Kramerinnung ein Haus an der Südseite der Esplanade (ab 1839 Königsplatz Nr. 10), ein Dreiflügelbau mit Garten, das als Schule eingerichtet wurde. 1836 wurden die Seitenflügel durch einen von Albert Geutebrück (1801–1868) entworfenen Trakt verbunden, der einen repräsentativen Prüfungssaal enthielt.
Der bekannteste Schüler der Anstalt war Ferdinand Lassalle (1825–1864), der die Einrichtung 1840/1841 ohne Abschluss besuchte.
Auf David August Schiebe als Direktor folgten 1850 Alexander Steinhaus (1811–1894), 1863 Carl Gustav Odermann (1815–1904) und 1878 Carl Wolfram (1825–1907). In das bis 1897 währende Direktorat Wolframs fallen zwei wesentliche Ereignisse der Anstalt. Im Jahre 1888 übernahm die 1862 gegründete Leipziger Handelskammer das Vermögen der sich auflösenden Kramerinnung mit der Verpflichtung, die Handelslehranstalt weiterzuführen.

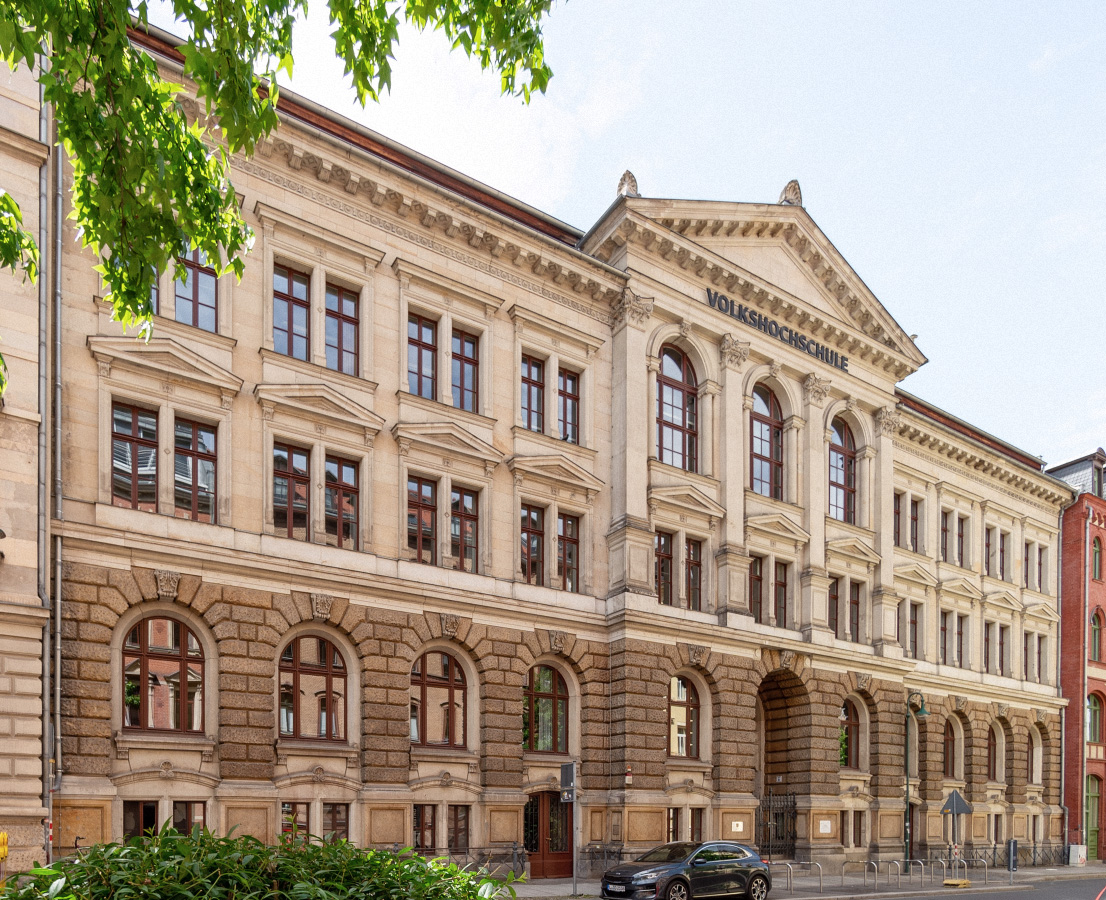
Das 1890 in der Löhrstraße errichtete Gebäude (2020)

Trotz Ankaufs des Nachbargebäudes am Königsplatz im Jahr 1871 entsprach die dortige Einrichtung nicht mehr den Anforderungen. Sofort nach der Übernahme der Trägerschaft durch die Handelskammer gab diese den Bau eines neuen Schulgebäudes in Auftrag. Nach Plänen des Leipziger Architekten Otto Brückwald (1841–1917) entstand von 1888 bis 1890 mit einem Kostenaufwand von 700.000 Mark an der Löhrstraße 3–5 ein Dreiflügelbau im Neorenaissance-Stil, in dem heute die Volkshochschule beheimatet ist. Am 2. Oktober 1890 begann der Unterricht im neuen Gebäude.
1897 wurde Hermann Raydt (1851–1914) Direktor der Handelslehranstalt und im Folgejahr gleichzeitig Studiendirektor der auch auf seine Initiative hin gegründeten Handelshochschule Leipzig. Diese Doppelfunktion hatte eine intensive Kooperation der beiden Lehranstalten mit Lehreraustausch und Bereitstellung von Räumlichkeiten zur Folge. Als Raydt 1912 aus gesundheitlichen Gründen zurücktrat, folgte für die nächsten 20 Jahre der Mathematiker Wilhelm Lorey (1873–1955). Er hatte sich mit den Auswirkungen des Ersten Weltkriegs auf den Schulbetrieb auseinanderzusetzen, wie Wehrdiensteinberufung von Lehrern, Heranziehung von Schülern zu Arbeiten im Dienste der Allgemeinheit und Unterrichtsausfällen wegen Kohlemangel.
1925 erhielt die Schule nach einer Verordnung des Sächsischen Wirtschaftsministeriums den neuen Namen Öffentliche Höhere Handelslehranstalt mit Lehrlingsabteilung zu Leipzig, und 1926 wurde ein neuer Schulzweig eröffnet, die Wirtschaftsoberschule, die bis zum Abitur führte und damit den Übergang zur Hochschule ermöglichte.
Nach einer einjährigen kommissarischen Übergangszeit durch Paul Panzer begann 1934 das Direktorat von Otto Günzel. Zum Ende der 1930er Jahre stieg die Schülerzahl stark an und betrug im Schuljahr 1939/1940 1335. Die räumlichen Bedingungen verbesserten sich durch den 1939 erfolgten Ankauf des schon vorher angemieteten Nachbargebäudes Löhrstraße 7. 1941 wurde ein neuer Name eingeführt: Wirtschaftsoberschule Leipzig der Industrie- und Handelskammer Leipzig (Berufsfachschule mit Berufsschule).
Im Zweiten Weltkrieg konnte mit Einschränkungen der Unterricht bis Herbst 1944 einigermaßen aufrechterhalten werden. Chaos kam auf als im Januar 1945 750 Flüchtlinge aus den deutschen Ostgebieten im Schulgebäude untergebracht wurden. Mit dem Einmarsch der amerikanischen Truppen kam der Unterrichtsbetrieb vollständig zum Erliegen. Die offizielle Wiederaufnahme des Schulbetriebs erfolgte am 1. Oktober 1945. Leiter der 1946 in Fachschule für Wirtschaft und Verwaltung umstrukturierten Einrichtung wurde Arthur Mende. Dieser neue Schultyp wurde in 13 weiteren sächsischen Städten eingeführt. In Leipzig erinnerte man sich an den Schulbesuch Lassalles vor über 100 Jahren und benannte die Schule am 1. Februar 1946 als Ferdinand-Lassalle-Schule.
Im Sommer 1950, als sich Schüler und Lehrer in den Ferien befanden, kam für alle Beteiligten überraschend das endgültige Aus. Der Auflösungsbeschluss für alle Fachschulen für Wirtschaft und Verwaltung erging vom Ministerium des Innern der DDR im Juli 1950. Weder das Land Sachsen, noch die Stadt erfuhren eine Begründung. Ein Elternprotest gegen die Schließung wurde vom damaligen Stellvertreter des Vorsitzenden des Ministerrates der DDR Walter Ulbricht (1893–1973) abschlägig entschieden. Das Schulgebäude ging an die im Aufbau befindliche Volkshochschule über.